# Тейлор, Ричард Лоуренс
Ричард Лоуренс Тейлор (англ. Richard Lawrence Taylor; род. 19 мая 1962 года) — британо-американский математик, занимающийся проблемами теории чисел.
Член Лондонского королевского общества (1995), НАН США (2015) и Американского философского общества (2018), профессор Института перспективных исследований в Принстоне.
Сын британского физика John Clayton Taylor.
Являясь учеником Эндрю Уайлза, помог ему завершить доказательство части гипотезы Таниямы — Симуры — Вейля, из которой следует Великая теорема Ферма.
Член Американской академии искусств и наук (2012) и фелло Американского математического общества (2012).

## Награды и отличия
- 1990 — Премия Уайтхеда
- 2001 — Премия Ферма
- 2001 — Премия Островского
- 2002 — Премия Коула
- 2005 — Премия имени Дэнни Хайнемана
- 2007 — Премия Математического института Клэя
- 2007 — Премия Шао
- 2009 — Чернский приглашенный профессор
- 2014 — Премия за прорыв в математике

В 2002 году пленарный докладчик на Международном конгрессе математиков, а в 2008 году — на Европейском математическом конгрессе.